# Tchermochnia (oblast de Toula)
Tchermochnia (en russe : Чермошня), est un hameau du raïon de Chtchiokino de l'oblast de Toula, en Russie. Sa population s'élevait à 42 habitants au recensement de 2010.

## Géographie
Le hameau de Tchermochnia se situe dans l'oblast de Toula, un sujet du centre de la Russie européenne, qui fait partie du district fédéral central. Le hameau fait partie du raïon de Chtchiokino, avec Chtchiokino comme centre administratif.
Tchermochnia, comme tout l'oblast de Toula, est située dans le fuseau horaire MSK (heure de Moscou). Le décalage horaire appliqué par rapport au temps universel coordonné est +04:00.

## Démographie
Recensements (*) et estimations de la population:
| 1873 | 1926 | 2010* | - | - | - |
| ---- | ---- | ----- | - | - | - |
| 535  | 102  | 42    | - | - | - |